# Retrossexual
Retrossexual é um estilo que se opõe à figura do metrossexual e caracterizam-se por determinar e conservar quais seriam rasgos masculinos "naturais" e o ideal de homem clássico, forte e viril como símbolo de beleza. Há também contraposição ao estereotipo feminino, realçando os caracteres sexuais secundários próprios ao género masculino. Os defensores desta tendência sustentam que tem existido uma progressiva feminização da imagem masculina hoje em dia, tanto na aparência física como no comportamento, pelo que se propõe uma restauração das características do homem aos conceitos de até faz umas décadas atrás.
Este neologismo foi empregue pela primeira vez em 2003 por Mark Simpson na revista virtual Salon num artigo baixo o título Beckham, the vírus. Cunhada aparentemente nos anos 2000 por Grau Magus, com o prefixo retro-, significando antigo, remetendo aos aspectos tradicionais da masculinidade como um fashionismo, junto a (metro)ssexual.

## Características
O retrossexual poderia associar-se com a popular frase «o homem, como o urso, quanto mais peludo, mais formoso», já que considera a despreocupação pela aparência e a estética como signos de virilidade, considerando o pelo corporal masculino como uma característica natural e própria do homem, brilhando sua pelugem com orgulho, lhe dando uma forma estilosa e recusando categoricamente a depilação. Isto não deve confundir com o argumento de alguns maldizentes desta tendência, que a associam falaciosamente com a falta de higiene ou as personagens rudes e descorteses que aparecem nos antigos filmes do Oeste.
Se o estilo de ser bruto, rústico e sistemático tivesse um termo, seria provavelmente a retro-sexualidade. Porém, retro-sexuais não são necessariamente insensíveis ou indelicados.
Outros termos surgiram, parentes do retrossexual, como übersexual, tecnossexual, sapiossexual, pomossexual, machossexual, megassexual, digissexual, (e)spornossexual, frustrossexual e cosmossexual.